# Genillé
Genillé ist eine französische Gemeinde mit 1508 Einwohnern (Stand 1. Januar 2022) im Département Indre-et-Loire in der Region Centre-Val de Loire.

## Geografie
Die Gemeinde Genillé am Indrois, einem 69 Kilometer langen Nebenfluss der Indre, liegt 40 Kilometer südöstlich von Tours.

## Geschichte
Genillé ist ein alter Ort, dessen Name erstmals im 7. Jahrhundert auf Münzen aus der Merowingerzeit auftaucht. Erster Seigneur von Genillé war Adam Fumée, Humanist und Arzt Karls VII. sowie Ludwigs XI. Von 1492 bis 1494 war er Siegelbewahrer bei „zurückgezogenem“ oder nicht verfügbarem Kanzler. In Genillé sorgte er für die Restauration der Kirche Sainte-Eulalie. Ende des 15. Jahrhunderts begann er mit der Errichtung von Schloss Genillé. Zwischen Schloss und Fluss ziehen sich die Häuser des Ortes den Hang hinauf.

## Bevölkerungsentwicklung
| Jahr                       | 1962 | 1968 | 1975 | 1982 | 1990 | 1999 | 2010 | 2018 |
| Einwohner                  | 1559 | 1585 | 1417 | 1413 | 1428 | 1425 | 1582 | 1515 |
| Quellen: Cassini und INSEE |      |      |      |      |      |      |      |      |

## Sehenswürdigkeiten
- Die Kirche von Genillé ist der hl. Eulalia von Mérida geweiht. Der Glockenturm, gegen Ende des 11. Jahrhunderts errichtet, ist der älteste Teil des Bauwerkes. 1145 wurde die Kirche das Opfer der bewaffneten Auseinandersetzung zwischen Sulpice II., Sire d’Amboise, und Robert le Fort, Graf von Anjou. Der Wiederaufbau des zerstörten Langhauses erfolgte im 13. Jahrhundert. Aus dem Jahr 1523, wahrscheinlich von Adam Fumée angebaut, stammen der Chor und die Apsis, die ihr Licht durch drei mit Flamboyant-Maßwerk verzierte Fenster erhält.

- Das Schloss Genillé wurde bis auf den modernen Nordflügel im 15. und 16. Jahrhundert fertiggestellt. Die ursprüngliche Anlage umfasst das rechteckige Hauptgebäude, zwei runde Ecktürme, Wachtürme sowie einen polygonalen Treppenturm.

- Im „Forst von Loches“, südwestlich von Genillé, steht an der Landstraße die „Pyramide von Genillé“. Sie ist eine von insgesamt vier „Markierungen“, die bis 1778 an einem verbreiterten und 1769 eröffneten Weg durch das Waldgebiet eingerichtet worden waren. Mit einem Forsthaus in der Nachbarschaft machen die wie Obelisken gestalteten Zeichen seither wichtige Wegkreuzungen kenntlich.

## Persönlichkeiten
- Gérard Marinier (1899–1937), Autorennfahrer
- Jean Pinault (1946–2019), Radrennfahrer

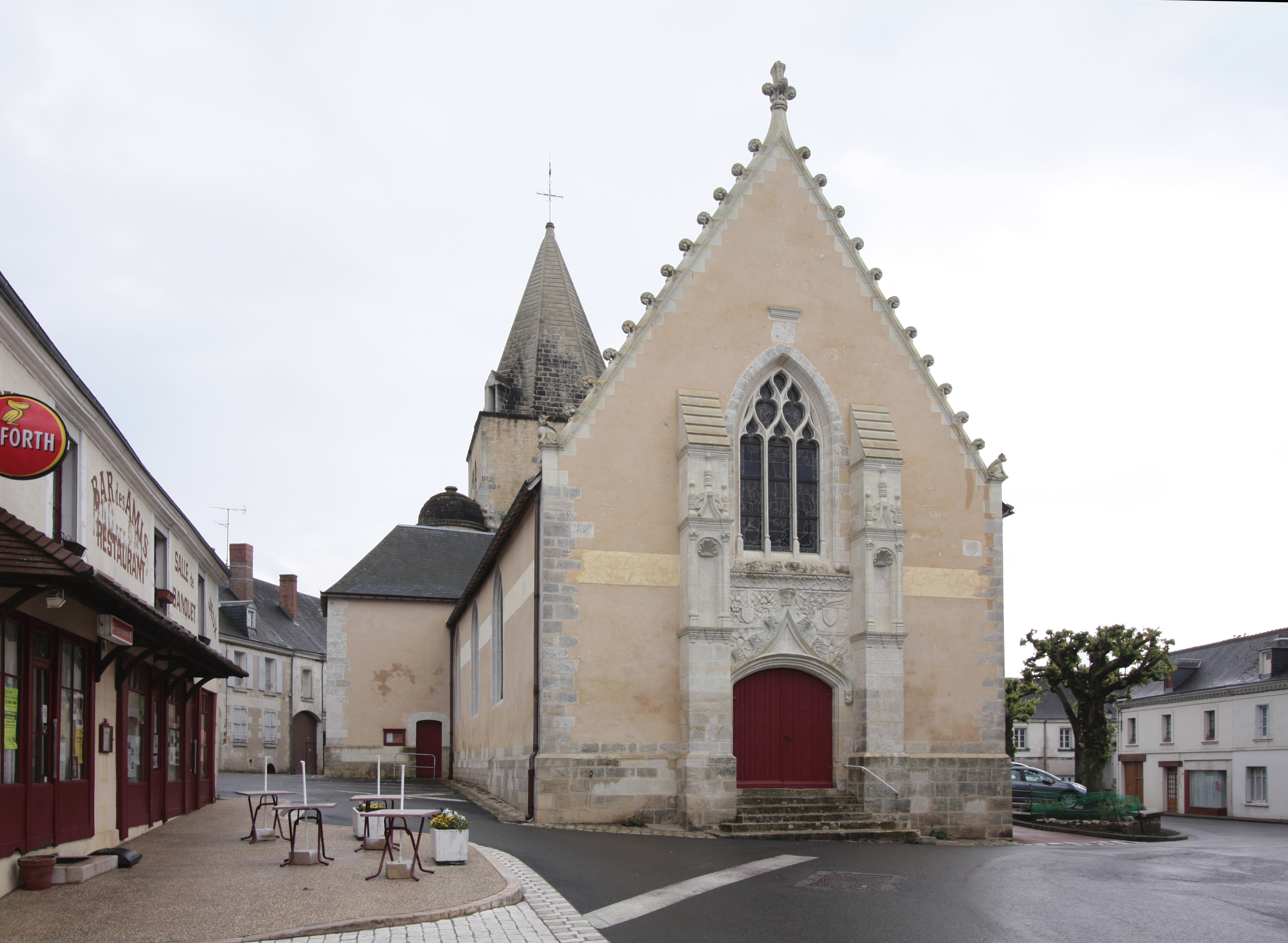
Kirche Sainte-Eulalie
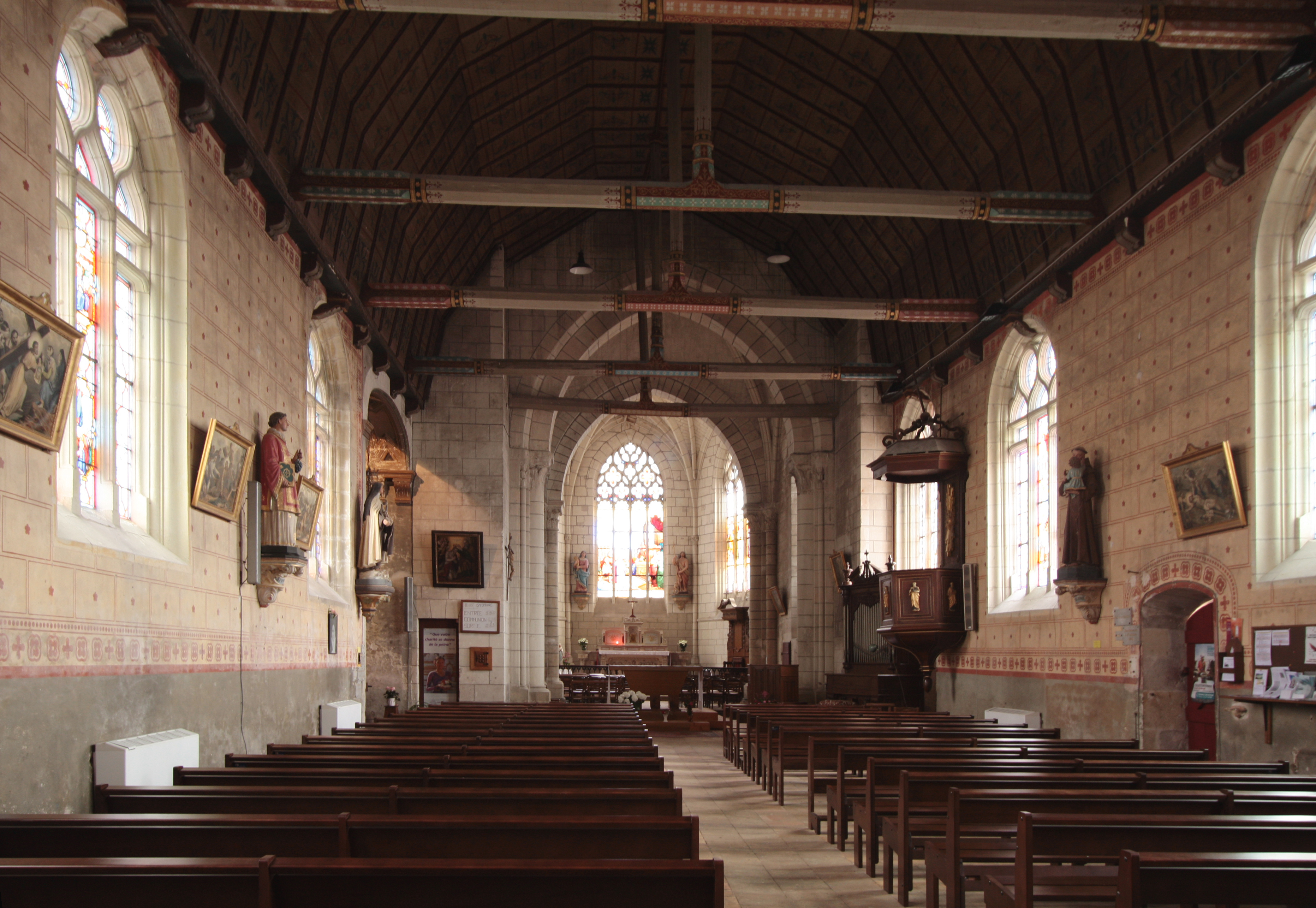
Kirche Sainte-Eulalie – Innenraum